# 逆成本分析
逆成本分析（Reverse costing）是指針對一個產品進行逆向工程，識別其生產技術、零件以及組裝時需要人力，計算包括零件、人工、製程在內的製造成本。